# Татибана Досэцу
Татибана Досэцу (яп. 立花 道雪; 22 апреля 1513 — 2 ноября 1585) — японский самурайский военный, даймё периода Сэнгоку. Глава рода Татибана. В своей жизни участвовал в 37 боях, был неоднократно ранен. После одного из ранений он остался наполовину парализован, но продолжал участвовать в битвах и кампаниях, за свой лютый характер был прозван Они Досэцу — «Демон Досэцу».

## Биография
Татибана Досэцу — более известное имя Хэцуги Акицура. Другое чтение имени этого рода Хэкки или Бэкки. Акицура долгое время служил роду Отомо, даймё из провинции Бунго, борясь с семьёй Оути, противниками Отомо на северо-западе острова Кюсю. В 1560-х годах Акицура овладел замком рода Татибана, который восстал против Отомо и взял себе его фамилию. Примерно в это же время он принял монашество и взял себе имя Досэцу, то есть «Снежная дорога».
Владение Досэцу располагались в провинции Тикудзэн, на границе земель клана Мори, Отомо и Симадзу, к северо-востоку от современного г. Фукуока. Досэцу долгое время воевал на стороне Отомо и считался одним из самых мудрых советников даймё Отомо Сорин. Однако после поражения армии Отомо в 1578 году в битве при Мимигаве, между Досэцу и Сорином назрел конфликт вследствие распространения христианства во владениях Отомо. Татибана Досэцу написал «открытое письмо» наиболее значимым вассалам Отомо, в котором подверг резкой критике распространение христианства в землях Отомо. В своём письме он обвинял Сорина, что его политика отвлекла самураев Бунго от возможности «молиться богам и Будде, стоять на защите веры и добродетели и следовать пути лука и стрел». Вместо этого, согласно Досэцу, то, что происходило в Бунго, было неслыханно с незапамятных времён: «Молодые и старые, мужчины и женщины обращены в последователей чего-то, подобного индийской секте; храмы и святилища разрушены; облики Будды и богов утоплены в реках или сожжены».
Несмотря на это, Досэцу оставался верным Отомо, чего нельзя было сказать о многих других его вассалах, которые искали покровительства у Симадзу, или Рюдзодзи. Со временем кризис миновал и в 1584 году Отомо Сорин даже смог собрать армию, чтобы подчинить себе Рюдзодзи Масайе, наследника недавно погибшего Рюдзодзи Таканобу. Армией командовал Татибана Досэцу, однако в 1585 году он погиб при штурме крепости Неко. Армия Отомо отступила в Бунго и вскоре правлению Отомо Сорин пришёл конец.

## Семья
У Досэцу не было сыновей, поэтому он завещал свои владения дочери, Татибане Гинтиё. В то же время, он усыновил Сэнкумару, сына Такахаси Сигэтанэ, другого вассала Отомо. Сэнкумару впоследствии женился на Гинтиё и стал главой рода Татибана под именем Мунэсигэ.